# Alexandre V de Macedònia
Alexandre V (en grec antic Ἀλέξανδρος) fou el tercer fill de Cassandre, rei de Macedònia, i de Tessalònica (germana d'Alexandre el Gran).
Cassandre va morir el maig del 297 aC i el va succeir el seu fill gran Filip IV de Macedònia, que només li va sobreviure tres mesos i va morir l'agost del mateix any. Els dos fills menors, Antípater I i Alexandre V van ser proclamats reis sota la tutela de la seva mare Tessalònica, que va repartir el país entre els dos germans i va assignar l'occident a Alexandre i l'orient a Antípater. El 295 aC Antípater va arribar a la majoria d'edat i va reclamar tot el regne a la seva mare, que li va negar. Antípater la va fer matar, i llavors va atacar els dominis occidentals d'Alexandre.
Alexandre va cridar en el seu ajut a Pirros de l'Epir i a Demetri Poliorcetes. Al primer es va veure obligat a cedir-li la terra costanera de Macedònia i les províncies d'Ambràcia, Acarnània i Amfilòquia. Pirros va envair el país i va forçar a Antípater a retirar-se i negociar un acord de pau que havia d'incloure les cessions que es feien a Pirros. Antípater va demanar ajut al seu sogre Lisímac de Tràcia, ajut que no va arribar doncs Lisímac estava ocupat combatent als bàrbars al Danubi, i finalment la pau es va imposar. Demetri Poliorcetes, ocupat a Atenes, va arribar el 294 aC, quant ja Pirros s'havia retirat de Macedònia i s'havia produït l'acord entre els germans.
Alexandre va rebre a Demetri amb cordialitat forçada però li va dir que ja no necessitava els seus serveis. Això va molestar a Demetri, que volia ocupar el regne en benefici propi, però ho va dissimular. Plutarc diu que Alexandre va planejar eliminar a Demetri en un banquet, però no va reeixir per les precaucions de Poliorcetes. L'endemà Demetri va sortir del país i Alexandre va decidir esperar-lo a Tessàlia. A Larisa, Alexandre i Demetri van sopar junts. Alexandre, com a mostra de bona voluntat, no va portar guàrdia i uns soldats enviats per Demetri el van assassinar junt amb els amics que havien anat amb ell, i un d'ells havia exclamat que Demetri havia estat el dia abans amb ells. Demetri es va proclamar rei de Macedònia i el poble li va fer costat, segons diuen Plutarc, Diodor de Sicília i l'historiador Justí.